# پنگوئن سلطنتی
پنگوئن سلطنتی (نام علمی: Eudyptes schlegeli) گونه‌ای پنگوئن است که در جزایر زیر قطب جنوب در استرالیا (جزیره ماکوری و جزایر مجاور) زندگی می‌کند. این پنگوئن‌ها گونه‌ای از پنگوئن‌های کاکل دارند. ممکن است آن‌ها با پنگوئن پادشاه یا پنگوئن امپراتور اشتباه گرفته شوند.